# Херман Зудерман
Херман Зудерман (на немски: Hermann Sudermann) е германски белетрист и драматург.

## Биография
Херман Зудерман е роден в село Мацикен Източна Прусия (днес югозападна Литва), близо да руската граница. Баща му притежава малка пивоварна в Хайдекруг и Зудерман получава ранното си образование в началното училище в Елбинг (днес Елбльонг, Полша). Родителите му не са заможни и на 14-годишна възраст Херман започва работа като чирак при един химик. Все пак успява да завърши гимназия в Тилзит и да стане студент в Кьонигсбергския университет, където следва история и философия.
За да продължи образованието си, Зудерман отива през 1877 г. в Берлин и става студент в Хумболтовия университет на Берлин. Прехраната си изкарва като частен учител в различни семейства.

### Успехи
Попрището си на писател Зудерман започва като журналист в Берлин. Първият му роман „Госпожа Грижа“ (Frau Sorge) (1887) се радва на отлични отзиви. Първата му драма „Чест“ (Die Ehre) (1889) открива нов период в немския театър, играе се в цяла Германия и утвърждава името му на голям драматург.
Особен успех има драмата му „Родина“ (Heimat) (1893), в която изтъква правото на художника да води морално по-свободен живот от този на дребната буржоазия. Тук намира израз моралистичната и дидактическа тенденция на по-късните френски драматурзи, особено на младия Дюма. В представленията участват едни от най-известните актриси на времето, включително Хелена Моджеевска, Сара Бернар и Елеонора Дузе.
До 1908 г. Зудерман създава редица пиеси, сред които се открояват „Щастието в ъгъла“ (Das Glück im Winkel) (1895), „Йоан Предтеча“ (Johannes) (1898), „Огньовете на Свети Йоан“ (Johannisfeuer) (1900) и „Да живее животът!“ (Es lebe das Leben) (1902). Драмите на Зудерман намират широк отзвук и в Япония. През XX век по негови пиеси се заснемат повече от тридесет филма.
Сред романите на Зудерман много популярни стават „Госпожа Грижа“ (Frau Sorge) (1887), „Котешката пътека“ (Katzensteg) (1890) и „Песен на песните“ (Das Hohe Lied) (1908). Новелата „Пътуване до Тилзит“ (Die Reise nach Tilsit) (1917) спада към най-добрите му прозаични творби, впечатляващи с дълбок психологизъм и умението да се описват чувствата и преживяванията на героите.

### Състоятелност
Известността на Зудерман му дава взможност да колекционира картини и скулптури. За тази цел той отиво в Рива дел Гарда, пътува в Гърция, Египет, Близкия Изток и Италия. След 1902 г. преуспелият писател пребивава в закупения от него дворец с голям парк край езерото Бланкензе при Требин. Украсява двореца и парка с художествените предмети от своята колекция, сред тях и образци, които е донесъл от пътуванията си. През 1909 г. Зудерман придобива представителна вила в богатия берлински квартал „Груневалд“, където живее постоянно от 1916 г. до смъртта си.
Херман Зудерман умира на 71-годишна възраст от пневмония с предхождащ инсулт. Съгласно завещанието му неговият доведен син и други спонсори създават Фондация Херман Зудерман, която подпомага писатели в нужда.